# Интеллектуальный взрыв
Интеллектуальный взрыв — возможное последствие создания и развития человеком сильного искусственного интеллекта, описанное Ирвингом Гудом в 1965 году.
Согласно этой концепции, в определённый момент человечество создаст искусственный интеллект, который будет способен к улучшению самого себя, притом без участия человека. Так, в процессе самосовершенствования такой искусственный интеллект может трансформироваться в искусственный суперинтеллект, который превзойдёт способности людей. Это и будет моментом «интеллектуального взрыва». Понятие интеллектуального взрыва тесно связано с понятием технологической сингулярности.

## Сильный искусственный интеллект и искусственный суперинтеллект
Основное отличие сильного искусственного интеллекта и искусственного суперинтеллекта от обычного искусственного интеллекта в том, что способности первых во многом превзойдут интеллектуальные способности самых выдающихся представителей человечества. Таким образом человечество будет не в состоянии в полной мере понимать и контролировать их развитие.
Несмотря на то, что учёными, занимающимися проблемами развития искусственного интеллекта, на данный момент не выработано единого общепринятого определения сильного искусственного интеллекта, есть договорённость о свойствах, которыми должен обладать сильный искусственный интеллект (СИИ). Таким образом, СИИ способен:
- принимать решения и совершать действия в условиях неопределённости;
- на представление знаний (представление знаний) и будет иметь общее представление об объективной реальности;
- планировать;
- обучаться;
- общаться на естественном языке (обработка естественного языка);
- объединять все эти способности и использовать их для достижения целей[2].

Среди других характеристик сильного искусственного интеллекта также выделяются его потенциальные способности к сознанию, самосознанию и мудрости.
Стоит упомянуть, что ни одно из указанных выше свойств нельзя назвать обязательным для создания сильно искусственного интеллекта. К тому же, среди учёных нет единого мнения о том, является ли список этих характеристик достаточным для создания и функционирования сильного искусственного интеллекта.

## Представления Ирвинга Гуда об «интеллектуальном взрыве»
В своей работе «Размышления о первой ультраразумной машине» 1965 года Ирвинг Гуд пишет:

«Определим ультраразумную машину как машину, способную намного превзойти любую интеллектуальную деятельность человека, каким бы умным он ни был. Поскольку конструирование машин — одно из интеллектуальных действий, ультраразумная машина способна конструировать все более совершенные машины; затем, бесспорно, произойдёт „интеллектуальный взрыв“, и человеческий разум останется далеко позади. Таким образом, первая ультраразумная машина — это последнее изобретение, которое потребуется от человека…»
Таким образом он представляет доказательство возможности создания искусственным интеллектом своего более совершенного варианта. Идея Ирвинга Гуда о том, что в определённый момент человеком будет изобретена машина, интеллектуальные способности которой превзойдут способности человека, стала основой дискуссий о технологической сингулярности. Причём Гуд считал этот момент в человеческой истории неизбежным и позитивным, так как после интеллектуального взрыва машины будут решать все существующие проблемы человечества, так как они будут способны делать этой с гораздо большей эффективностью, чем человек. В работе «Размышления о первой ультраразумной машине» он говорил, что создание искусственного интеллекта, способного на самосовершенствование и самовоспроизведение, будет «последним изобретением человека», так как машины смогут разрешить даже проблемы, представляющие опасность для человеческой цивилизации. Однако далее в своей работе Гуд высказывает вполне справедливые опасения насчёт того, сможет ли человек сохранить какой бы то ни было контроль над изобретённым им суперинтеллектом и понимание его действий. Ведь если «умная машина» не сообщит человеку, «как её можно контролировать», у человечества не будет возможности влиять на своё изобретение. Последствия этого могут быть самыми разнообразными.

## Понимание интеллектуального взрыва другими исследователями
В книге «Наша математическая вселенная. В поисках фундаментальной природы реальности» Макс Тегмарк пишет о возможных последствиях интеллектуального взрыва. Он размышляет над возможными отношениями между человеком и искусственным интеллектом и анализирует устойчивость системы взаимоотношений искусственного интеллекта, чьи возможности превзойдут человеческие, и непосредственно человечества. Так, даже устоявшиеся дружелюбные взаимоотношения могут быть крайне неустойчивыми, а их развитие непредсказуемым. Таким образом, частичный пессимизм Гуда по этому вопросу Тегмарк находит весьма оправданным, учитывая сложность устройства работы ИИ после интеллектуального взрыва и недоступность полного понимания его деятельностями для человека. 

## Критика идеи о возможности создания сильного искусственного интеллекта
В 1950 году Алан Тьюринг — коллега и приятель Ирвинга Гуда, с которым они вместе работали в Блетчли-Парке во время Второй мировой войны с командой шифровальщиков, — пишет статью «Вычислительные машины и разум» (COMPUTING MACHINERY AND INTELLIGENCE). В ней он излагает наиболее распространённые возражения противников идеи о возможности создания «мыслящих машин». Несмотря на то, что работа была написана и опубликована больше полувека назад, возражения, упомянутые Тьюрингом, остаются актуальными, так как отражают в том числе вневременные религиозные воззрения, математические положения и особенности человеческой психики.
Итак, в статье приводятся следующие причины невозможности создания «думающих машин». Во-первых, умение мыслить с теологической точки зрения приписывается душе человека. Следовательно, все, что не имеет души, — не имеет способности мыслить. Во-вторых, теорема Г. Гёделя может рассматриваться в этом контексте как доказательство невозможности создания сильного искусственного интеллекта, так как если логическая система достаточно мощна, то в её рамках можно сформулировать утверждения таким образом, что их невозможно будет ни доказать, ни опровергнуть внутри такой системы (конечно, если сама система при этом не является противоречивой). В-третьих, даже если машина будет реагировать на внешние раздражители так, как реагировал бы человек, например, отвечать на вопросы интервьюера о «своей внешности», показывать реакцию удовольствия от похвалы, писать сонеты и т. д., невозможно узнать, действительно ли она испытывает чувства, превращая их в стихи, знает, что она выглядит так или иначе и получает удовольствие, если её хвалят. Вероятно, это всего лишь запрограммированная в неё реакция, не сознаваемая ею. Ада Лавлейс, знаменитый английский математик, в своих мемуарах писала, что «аналитическая машина не претендует на создание чего-либо», и что она способна лишь воспроизводить то, что было приказано ей человеком. Также, с биологической точки зрения, очевидно, что для машины невозможно имитировать поведение человеческой нервной системы. Также упоминается, что для машины невозможно запрограммировать все возможные варианты поведения для всех возможных вариантов событий, таким образом, реакция человека в таком случае будет отличаться от реакции машины.

## Интеллектуальный взрыв в массовой культуре

### Фильмы
Феномен интеллектуального взрыва, так же, как и родственный ему феномен технологической сингулярности, широко представлен в массовой культуре уже на протяжении десятилетий. В произведениях культуры обыгрываются различные последствия и варианты развития взаимоотношений между человеком и искусственным интеллектом, где события развиваются как в положительном русле, так и наоборот.
- Матрица (1999). Разумные машины создают для людей вселенную-симуляцию, при этом используя их тела в качестве источника энергии для себя за счёт электрической активности их тел. По мотивам фильма были также созданы комиксы, аниме и т.д.

- Искусственный разум (2001). В фильме по мотивам рассказа Брайана Олдисса про мальчика-андроида, запрограммированного на любовь, задаётся один из ключевых вопросов, касающихся сути искусственного интеллекта и его способности испытывать эмоции и чувства.

- Двухсотлетний человек (1999). Робот, наделённый искусственным интеллектом, проживший не одну сотню лет среди людей, учится испытывать человеческие эмоции.

- Бегущий по лезвию (1984). Отставной детектив Рик Декард преследует репликантов, представителей продвинутого искусственного интеллекта, борясь со своими моральными дилеммами и эмоциональными привязанностями.

- На крючке (2008). За людьми следит единый искусственный разум.

- Она (2013). Могут ли возникнуть настоящее чувства между человеком и самообучающимся искусственным интеллектом?